# Dorle Dracklé
Dorle Dracklé (* 1957) ist eine deutsche Kulturwissenschaftlerin und Ethnologin. Sie forscht und lehrt als Professorin für Empirische Kulturforschung und Interkulturelle Prozesse am Institut für Ethnologie und Kulturwissenschaft der Universität Bremen. 

## Werdegang
Dracklé absolvierte ein Studium in den Fächern Ethnologie, Sozial- und Wirtschaftsgeschichte, Volkskunde und Psychologie. Anschließend promovierte sie 1990 an der Universität Hamburg mit einer diskursanalytischen Arbeit über Agrarkooperativen in Südportugal. Während ihrer Anstellung als wissenschaftliche Assistentin am Institut für Ethnologie der Universität Hamburg forschte sie zwei Jahre in der portugiesischen Region Alentejo zu den Themen Elite, Wirtschaft und der Europäischen Union. Mit einer Schrift Zur kulturellen Poetik von Politik, Bürokratie und virtueller Ökonomie in Südportugal habilitierte sie sich 1999 in Hamburg.
Dracklé wurde 2000 auf eine Professur für Empirische Kulturforschung mit dem Schwerpunkt interkulturelle Prozesse an der Universität Bremen berufen. Sie war zwischen 2005 und 2006 Präsidentin der European Association of Social Anthropologists (EASA).
Dorle Dracklé war 2016 geschäftsführende Direktorin des Instituts für Ethnologie und Kulturwissenschaft. Sie war 2019 Dekanin des Fachbereichs 09: Kulturwissenschaften der Universität Bremen. Seit 2019 ist sie Vorsitzende der Deutschen Gesellschaft für Sozial- und Kulturanthropologie (DGSKA).

## Publikationen (Auswahl)
- Die Rhetorik der Krise: Zur kulturellen Poetik von Bürokratie und virtueller Ökonomie in Südportugal, Bielefeld 2019.
- Bilder vom Tod. Kulturwissenschaftliche Perspektiven, Münster u. a. 2001. (Hrsg.)
- Wozu Ethnologie? Festschrift für Hans Fischer, Berlin 1999. (Hrsg. mit Waltraud Kokot)
- Alt und zahm? Alter und Älterwerden in unterschiedlichen Kulturen, Berlin u. a. 1998. (Hrsg.)
- Ethnologie Europas. Grenzen, Konflikte, Identitäten, Berlin 1996. (Hrsg. mit Waltraud Kokot)
- Jung und wild. Zur kulturellen Konstruktion von Kindheit und Jugend, Berlin u. a. 1996. (Hrsg.)
- Macht und Ohnmacht. Der Kampf um die Agrarreform im Alentejo. Eine diskursanalytische Untersuchung zur Strukturierung von Machtbeziehungen am Beispiel einer südportugiesischen Kooperative, Göttingen 1991. (Dissertation)